# August Gyldenstolpe (1849–1928)
Denna artikel handlar om politikern August Gyldenstolpe. För greve Carl August Gyldenstolpe, se detta uppslagsord, för militären August Gyldenstolpe, se detta uppslagsord.
August Louis Fersen Gyldenstolpe, född 22 juli 1849 i Stockholm, död 30 juni 1928 i Oscars församling, Stockholm, var en svensk greve och diplomat som var Sveriges utrikesminister 1904–1905.

## Biografi

### Uppväxt
Gyldenstolpe föddes i Stockholm som andre son till hovmannen och militären Carl Gyldenstolpe och Louise von Fersen. Modern var dotter till en av rikets herrar Fabian Reinhold von Fersen. Gyldenstolpe tog mogenhetsexamen 1869 och blev student vid Uppsala universitet samma år. Han tog därefter preliminärexamen 1871 och kansliexamen 1873.

### Diplomatisk karriär
År 1874 blev han attaché vid Sveriges ambassad i Köpenhamn. Han tjänstgjorde vid Utrikesdepartementet 1876 och blev samma år tjänstgörande andre sekreterare vid samma departement. Nästa år, 1877 blev han utnämnd till samma post vid UD. 1881 medföljde han en särskild beskickning till Karlsruhe. Han steg i graderna under de närmaste åren och tjänstgjorde bland annat vid beskickningen i Washington. Efter att ha avancerat i graderna blev han kansliråd och avdelningschef vid UD 1886. Tre år senare, 1889, blev han kabinettssekreterare. Han gifte sig 1891 med Norah Isabel Mary Plunkett. 1895 blev han tillförordnat sändebud och 1897 ordinarie sändebud för svensk-norska unionen till Bryssel och i Haag och kvarstod som sådan fram till 1899. 1899 blev han unionens sändebud till Kejsardömet Ryssland i Sankt Petersburg.

### Utrikesminister
Efter att Alfred Lagerheim avgått som utrikesminister föll Boströms val på ny utrikesminister på Gyldenstolpe. Han ansågs vara passande politiskt färglös men nog så framstående och obesvärlig diplomat. Han hade dock ingen politisk betydelse, och hölls av Boström undan de egentliga unionsförhandlingarna med Norge. Han kvarstod efter Boströms avgång våren 1905 under den nye statsministern Johan Olof Ramstedt. Han hävdade därefter att behålla unionen med vapenmakt var uteslutet, och att Sveriges intressen var bäst tillgodosedda av en unionsupplösning i godo. Regeringen avgick i augusti 1905, efter att riksdagen och folkopinionen ej ansåg att den motsvarade Sveriges intressen.

### Fortsatt diplomatisk karriär
Efter sin avgång som chef för UD blev han svenskt sändebud till Paris, där han stannade kvar till 1918.

## Utmärkelser

### Svenska utmärkelser
- Kommendör med stora korset av Nordstjärneorden, 1 december 1904.[4]
- Kommendör av första klassen av Nordstjärneorden, 30 november 1895.[5]
- Kommendör av andra klassen av Nordstjärneorden, 1 december 1892.[6]
- Riddare av Nordstjärneorden, 1886.[7]

### Utländska utmärkelser
- Storkorset av Belgiska Leopoldsorden, 1899.[8][9]
- Riddare av storkorset av Nederländska Oranien-Nassauorden, 1899.[8][9]
- Riddare av första klassen av Preussiska Röda örns orden, 13 juli 1905.[10][11]
- Riddare av Ryska Vita örnens orden, 1911.[10][11]
- Riddare av första klassen av Ryska Sankt Stanislausorden, 1899.[8][12]
- Första klassen av Osmanska rikets Meschidie-orden, 1891.[12][13]
- Storofficer av Franska Hederslegionen, 1906.[10][11]
- Kommendör av Franska Hederslegionen, 1892.[12][13]
- Riddare av Franska Hederslegionen, 3 juni 1882.[13][14]
- Kommendör av första graden av Danska Dannebrogorden, 8 april 1891.[12][13]
- Riddare av Danska Dannebrogorden, 27 maj 1875.[15]
- Kommendör av första klassen av Norska Sankt Olavs orden, 7 maj 1903.[9][10]
- Riddare av första klassen av Norska Sankt Olavs orden, 1890.[12][13]
- Riddare av andra klassen med kraschan av Preussiska Kronorden, 1895.[8][12]
- Andra klassen av Japanska Heliga skattens orden, 1895.[8][12]
- Andra klassen av Persiska Lejon- och solorden, 1891.[12][13]
- Andra klassen av Thailändska kronorden, 1891 [12][13]
- Kommendör av Spanska Isabella den katolskas orden, 30 juli 1883.[13][14]
- Riddare av första klassen av Badiska Zähringer Löwenorden, 1881.[13][14]